# Ruth Florack
Ruth Florack (* 1960) ist eine deutsche Literaturwissenschaftlerin und Hochschullehrerin.

## Leben und Wirken
Ruth Florack studierte an den Universitäten Münster und Toulouse Germanistik, Romanistik und Erziehungswissenschaft. Anschließend lehrte sie in Frankreich von 1987 bis 1988 in Arcachon Deutsch als Fremdsprache und von 1989 bis 1993 als DAAD-Lektorin an der Universität Rouen Deutsche Sprache, Literatur und Landeskunde.
1994 wurde sie an der Universität Stuttgart mit einer Arbeit zum Drama Lulu von Frank Wedekind zum Dr. phil. promoviert. 1995 bis 1998 war sie Wissenschaftliche Mitarbeiterin des Projekts „Das Fremde und das Eigene. Probleme und Möglichkeiten interkulturellen Verstehens“ der Volkswagenstiftung. Die Forschungsergebnisse bildeten die Grundlage für ihre spätere Habilitation.
1998 bis 2004 war sie Wissenschaftliche Assistentin bei Horst Thomé am Institut für Literaturwissenschaft der Universität Stuttgart. Ihre Forschungsarbeit wurde von 1998 bis 2001 durch das Margarete von Wrangell-Habilitationsprogramm des Ministeriums für Wissenschaft, Forschung und Kunst des Landes Baden-Württemberg gefördert. 2004 habilitierte sie sich für Neuere deutsche Literaturwissenschaft und Vergleichende Literaturwissenschaft. 2005 wurde sie als Professorin für Deutsche Philologie und Neuere deutsche Literatur an die Universität Göttingen berufen. Sie war Gastdozentin an den Universitäten Nanjing, Paris, Genf und Tartu.
An der Universität Göttingen war sie ab 2008 Prodekanin und danach bis 2010 Dekanin der Philosophischen Fakultät. 2011 bis 2012 war sie Assoziierter Fellow am Lichtenberg-Kolleg der Universität Göttingen. 2013 wurde sie vom Senat für zwei Jahre zur nebenberuflichen Vizepräsidentin der Universität Göttingen für das Ressort Lehre und Studium gewählt. 2017 bis 2019 war sie Stimmberechtigtes Mitglied des Senats.
Ihre Forschungsschwerpunkte sind die Literatur des 18. Jahrhunderts, die literaturwissenschaftliche Stereotypenforschung, der Kulturtransfer zwischen Frankreich und Deutschland, galante Literatur und galante Poesie, der Sexualdiskurs in der Literatur um 1900 und Literatur und Holocaust. Ein besonderer Schwerpunkt ihrer Arbeit ist Frank Wedekind.

## Auszeichnungen
- 1998: Robert-Minder-Preis der Johann Wolfgang von Goethe-Stiftung, Basel, für ihre Arbeiten auf dem Gebiet der deutsch-französischen Imagologie, vergeben durch das Internationale Kuratorium des Jacob-Burckhardt-Preises[4]

## Schriften
- Wedekinds „Lulu“. Zerrbild der Sinnlichkeit. Dissertation. Universität Stuttgart 1994. Niemeyer, Tübingen 1995, ISBN 978-3-484-32076-5.
- Tiefsinnige Deutsche, frivole Franzosen. Nationale Stereotype in deutscher und französischer Literatur. Metzler, Stuttgart/Weimar 2001, ISBN 978-3-476-01855-7.
- Bekannte Fremde. Zu Herkunft und Funktion nationaler Stereotype in der Literatur. Habilitationsschrift. Universität Stuttgart 2004. Niemeyer, Tübingen 2007, ISBN 978-3-484-35114-1.
- Frank Wedekind: Frühlings Erwachen. Reclam Interpretationen. Reclam, Stuttgart 2009, ISBN 978-3-15-950029-4.

Herausgeberschaft
- Frank Wedekind. Aufsatzsammlung. Edition Text und Kritik, München 1996, ISBN 978-3-88377-539-5.
- Nation als Stereotyp. Fremdwahrnehmung und Identität in deutscher und französischer Literatur.  Konferenzschrift. Niemeyer, Tübingen 2000, ISBN 978-3-484-35076-2.
- mit Rüdiger Singer: Die Kunst der Galanterie. Facetten eines Verhaltensmodells in der Literatur der Frühen Neuzeit. Konferenzschrift. De Gruyter, Berlin/Boston 2012, ISBN 978-3-11-027879-8.
- mit Wolfgang Adam, Jean Mondot: Gallotropismus – Bestandteile eines Zivilisationsmodells und die Formen der Artikulation/Gallotropisme – les composantes d’un modèle civilisationnel et les formes de ses manifestations. Konferenzschrift. Winter, Heidelberg 2016, ISBN 978-3-8253-6573-8.